# Pierre-Jean de Caux de Blacquetot
Pierre-Jean de Caux de Blacquetot (Hesdin, 21 de dezembro de 1720 - Cherbourg, 18 de agosto de 1792) foi um marechal-de-campo do Exército da França.

## Vida
Irmão de Jean-Baptiste de Caux de Blacquetot, Pierre-Jean obteve, com 14 anos, uma comissão como tenente de segunda no regimento de Pons. Esse favor não o impediu de continuar seriamente os estudos, e foi julgado susceptível (1737) de passar à engenharia militar.
Na campanha de 1744, fez parte das brigadas de engenharia empregues no cerco de Freiburg, e ali levou com um tiro no braço.
Tomou parte (1748) no ataque de Antuérpia, onde foi novamente ferido, passando depois para o cerco de Namur. Passou a capitão a 1 de janeiro de 1747.
Entrou igualmente em ação no cerco de Berg-op-Zoom, das fortificações Frédéric-Henri, Lillo, Jumberg, e na batalha de Lawfeld.
No ano seguinte serviu frente a Maestricht, onde ficou gravemente ferido durante as operações.
Em 1751 o rei nomeou-o cavaleiro de Saint-Louis. Serviu em Le Havre durante a campanha de 1756 e encontrou-se na Batalha de Krefeld no ano seguinte.
Em 1761 cooperou brilhantemente na defesa de Dorsten, onde foi feito prisioneiro. A sua boa conduta valeu-lhe uma pensão de 500 libras sobre o tesouro real.
Tenente-coronel desde 6 de abril de 1761, foi nomeado coronel em 1768; brigadeiro de infantaria em 3 de janeiro de 1770 e diretor das fortificações dois anos depois. A 1 de março de 1780, tornou-se marechal-de-campo.
Faleceu em Cherbourg a 18 de Agosto de 1792, durante a sua reforma.